# 굴리엘모 2세 (시칠리아)

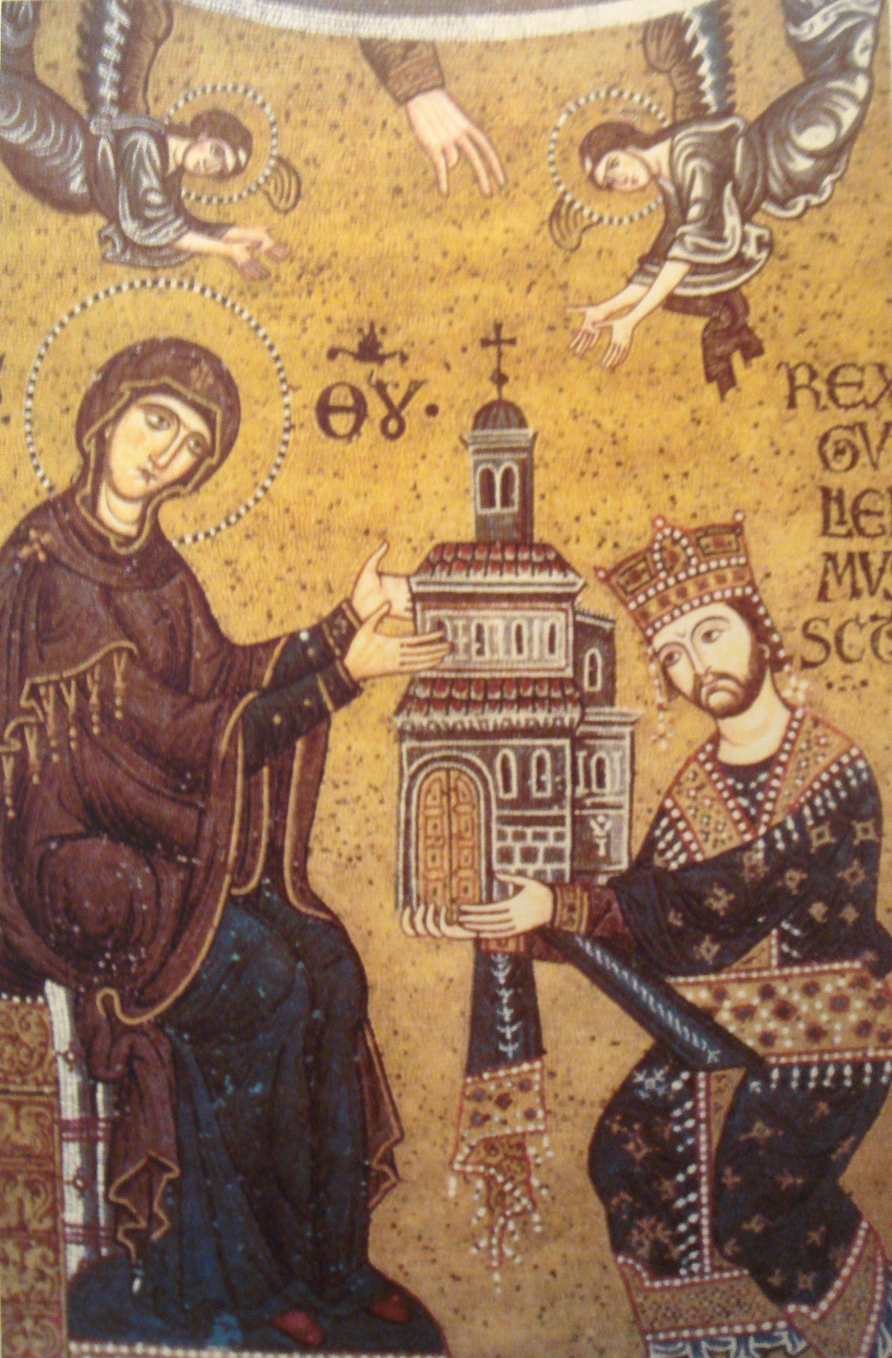
구기에르무 2세가 성모마리아에게 성전을 바치는 그림

구기에르무 2세 디 시칠리아(시칠리아어: Gugghiermu II di Sicilia, 1155년 ~ 1189년 11월 11일)는 시칠리아 왕국의 왕(재위: 1166년 ~ 1189년)이다. 별명은 선한왕(lu Bonu). 외조부는 나바라 왕국의 왕 가르체아 회복왕이다.

## 생애
구기에르무는 선왕 구기에르무 1세과 모후 마르가리타 나파로아코 왕녀의 아들로 태어났으며 아버지가 죽었을 때 11살에 불과하였기 때문에 모후의 섭정을 받았다. 1171년 굴리엘모가 성인으로 단독 통치를 선언하기 전까지는 여러 귀족들과 팔레르모 총대주교 등의 섭정을 거쳤다.
구기에르무는 비록 군사적인 성공은 부족했지만 적극적인 대외정책과 외교책을 폈다. 롬바르디아 동맹의 일원으로서 공동의 적인 프리드리히 바르바롯사에 대항했다. 1174년과 1175년에 각각 제노바와 베네치아와 조약을 맺었고 1177년에는 잉글랜드의 헨리 2세와 왕비 엘레오노르의 딸 조안과 결혼하여 유럽의 왕가들에 자신의 지위를 높였다.
1177년, 구기에르무는 황제 프리드리히와 맺은 베네치아 조약에 사절을 보내 서명하게 했다. 평화를 담보하게 위해 그는 자신의 고모인 쿠스탄차(루제루 2세의 딸)와 프리드리히의 아들 하인리히와 결혼을 조건으로 걸었다. 이 결혼에서 구기에르무는 자신이 후계자가 없이 죽을 경우 쿠스탄차가 시칠리아 왕위를 물려받는다고 서약하였다.
한편 시칠리아의 영원한 맞수인 비잔티움 제국에서는 마누엘 1세 콤네누스가 죽고 알렉시우스 2세가 즉위했는데 곧 안드로니쿠스 1세의 쿠테타가 일어났다. 구기에르무는 1185년 군사를 일으켜 사촌인 탕크레디에게 비잔티움을 공격하게 했는데 6월 11일 두라초를 급습하여 정복하였다. 당시 시칠리아군의 규모는 육군은 기사 5,000명을 포함한 병력 8만 명, 해군은 200여 척의 함대로 이후 시칠리아군은 거침없이 비잔티움의 그리스지역을 침공하여 8월에는 테살로니키를 함락하고 도시를 유린하였다. (이 공격으로 7천명의 그리스인이 학살당했다고 전한다.) 테살로니키를 손에 넣은 시칠리아군은 계속 콘스탄티노폴리스로 진격했는데 이때 비잔티움에서는 새로운 황제 이사키우스 앙겔루스가 등극하였다. 시칠리아군은 이사키우스의 군대에 강력한 저항을 받았고 결국 스트리몬에서 대패하였다. 결국 구기에르무는 이사키우스와 평화협정을 맺고 그리스에서 철수할 수밖에 없었다.
구기에르무는 제3차 십자군에서 중요한 역할을 했는데 그의 함대사령관 마르가리투스 제독은 안티오키아의 게오르기우스에 버금가는 군사적 재능으로 살라흐 앗 딘이 트리폴리를 포위할 때 십자군을 도왔다. 60척의 함대를 이끌고 와서 십자군의 희망이 되었고 1188년 봄 살라딘의 후퇴를 이끌어 내었다.
구기에르무는 1189년 11월 11일 36살의 나이로 후계자 없이 죽었다. 시칠리아의 왕위는 사촌인 탕크레디에게 돌아갔으나 호엔슈타우펜의 하인리히는 자신의 왕위 계승을 주장하게 된다.